# Paracornulum coherens
Paracornulum coherens är en svampdjursart som beskrevs av Claude Lévi 1963. Paracornulum coherens ingår i släktet Paracornulum och familjen Acarnidae.
Artens utbredningsområde är havet utanför Sydafrika. Inga underarter finns listade i Catalogue of Life.